# NGC 7730
NGC 7730 is een spiraalvormig sterrenstelsel in het sterrenbeeld Waterman. Het hemelobject werd in 1877 ontdekt door de Duitse astronoom Ernst Wilhelm Leberecht Tempel.

## Synoniemen
- ESO 606-2
- MCG -4-55-22
- IRAS 23381-2047
- PGC 72094